# Gökay Güney
Gökay Güney (nascut el 19 de maig de 1999) és un futbolista professional turc que juga de central al Bandırmaspor cedit pel Galatasaray.
Va fer el seu debut professional amb el Galatasaray en una victòria per 6-0 a la Süper Lig contra l'MKE Ankaragücü el 19 de gener de 2019. El 3 d'agost de 2021, el Bandırmaspor, un dels equips de la Primera Lliga de la TFF, va contractar el jugador de futbol del Galatasaray, cedit per 1 any.
És internacional juvenil amb Turquia. Va representar la sub-19 de Turquia al Campionat d'Europa sub-19 de la UEFA 2018.